# Yalebi

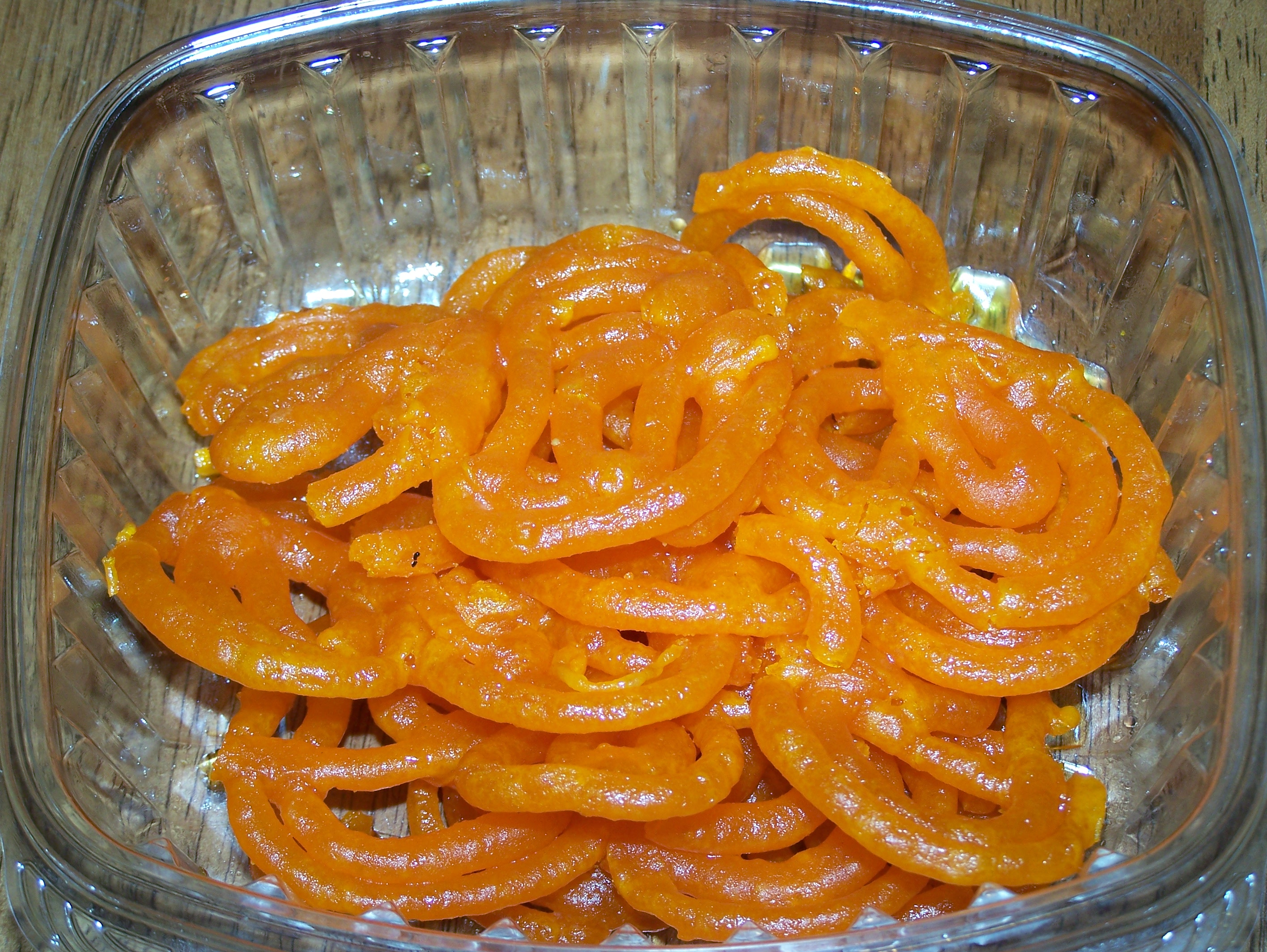
Yalebis.

El yalebi, o jalebi, es un dulce típico de las cocinas de la India, Pakistán y Bangladés. Aunque también es consumido durante el Ramadán en el Magreb.
En inglés se escribe jalebi, pero la letra jota se pronuncia como en el nombre inglés John (como una mezcla entre la sh y la y).
Se cree que el yalebi es originario del norte de la India, probablemente de la región de Panyab (en la actual Pakistán).
El yalebi es vendido de igual manera en las tiendas de los Halwai. En el sur de la India hay un plato similar llamado jaangiri.
La denominación en persa para el yalebi es zulbiaj.
La denominación magrebí para el yalebi es Zlabia.
Se elabora friendo una mezcla de una masa muy líquida y remojada en sirope (jarabe de azúcar) y conformando hebras en forma de anillo, a veces muy similares a los pretzels. El yalebi es en su mayor parte de color naranja aunque hay versiones de color blanco. Se puede servir caliente o frío. Es de textura más blanda que crujiente.
Los azúcares parcialmente fermentados son los que dan sabor al plato.[cita requerida]

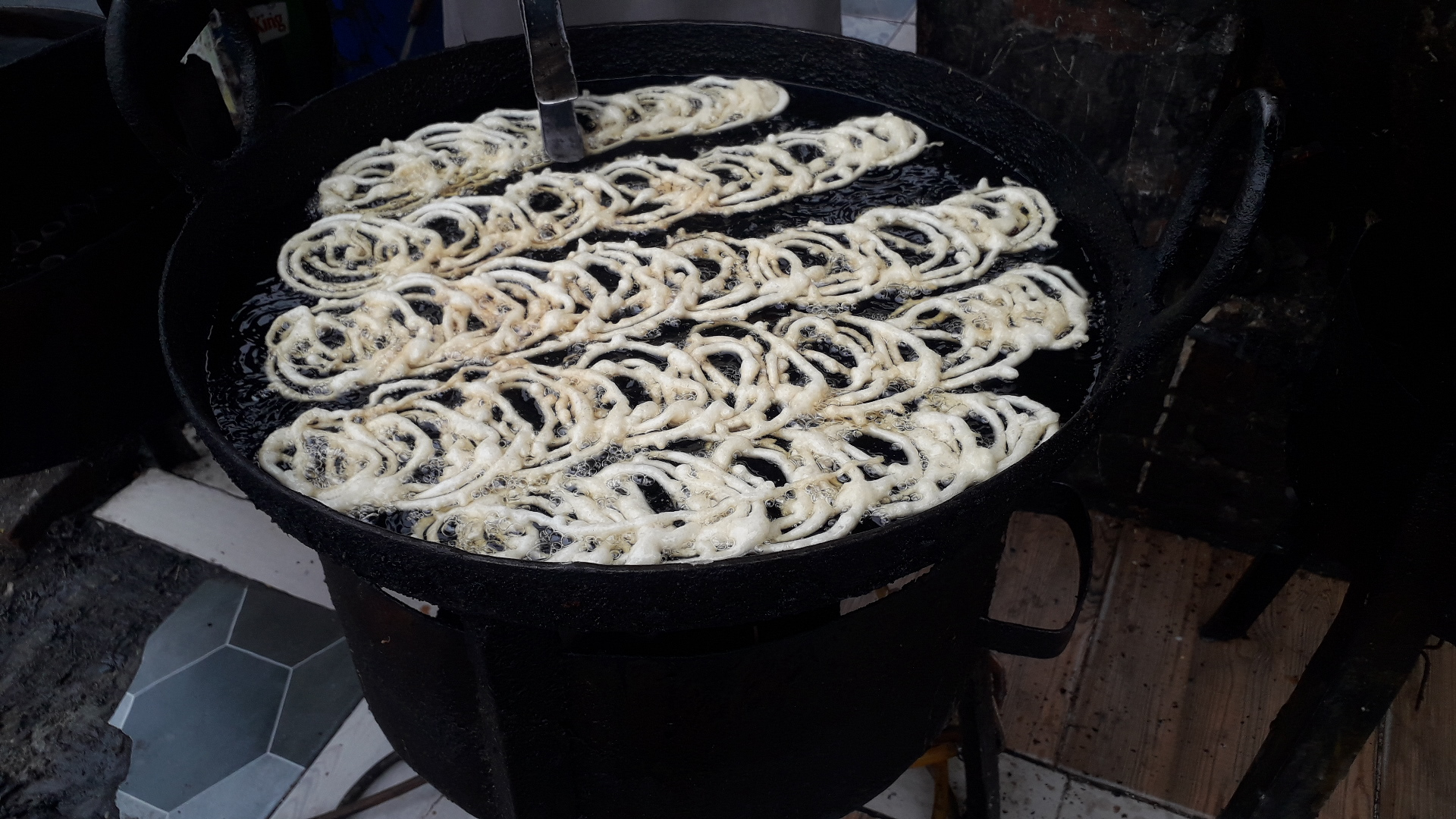
El yalebi es una comida antigua y tradicional en Pakistán. La gente lo disfruta en festivales religiosos y en bodas.